# Liste von Basketballvereinen in Gambia
Diese Liste ist eine Aufstellung von Basketballvereinen in Gambia. 
| Verein                      | Logo | Ort                       | Nationale Meisterschaften | Sportstätte | Sonstiges und Webadresse                   | Belege             |
| --------------------------- | ---- | ------------------------- | ------------------------- | ----------- | ------------------------------------------ | ------------------ |
| Wallidan Banjul             |      | Banjul                    |                           |             | Mehrspartensportverein / Männer            | [ 1 ] [ 2 ]        |
| Banjul United               |      | Banjul                    |                           |             |                                            | [ 3 ]              |
| Dingareh                    |      | Banjul                    |                           |             | Mehrspartensportverein / Männer und Frauen | [ 2 ]              |
| Mass Sosseh                 |      | Banjul                    |                           |             | Mehrspartensportverein / Männer und Frauen | [ 2 ]              |
| Brikama Tigers              |      | Brikama                   |                           |             | Männer                                     | [ 4 ] [ 2 ]        |
| Kotu United                 |      | Kotu (Kanifing Municipal) |                           |             |                                            | [ 5 ]              |
| Victory Creators Bundung    |      | Kanifing, Bundung         |                           |             |                                            | [ 5 ]              |
| Olypic Afic                 |      |                           |                           |             |                                            | [ 5 ]              |
| Bakau United                |      | Kanifing, Bakau           |                           |             | Mehrspartensportverein                     | [ 5 ]              |
| Jamesen-Mic                 |      |                           |                           |             | Männer und Frauen                          | [ 2 ]              |
| Als Jals                    |      |                           |                           |             | Männer                                     | [ 2 ]              |
| Serekunda West              |      | Kanifing, Serekunda       |                           |             |                                            | [ 6 ] [ 3 ] [ 5 ]  |
| Serekunda East              |      | Kanifing, Serekunda       |                           |             |                                            | [ 7 ] [ 3 ]        |
| Hope Basketball             |      |                           |                           |             |                                            | [ 3 ]              |
| Saints Augustine´s          |      |                           |                           |             | Männer und Frauen                          | [ 8 ] [ 2 ]        |
| Lamin Skylanders Basketball |      | Lamin                     |                           |             |                                            | [ 9 ] [ 3 ]        |
| Manjai Basketball Club      |      | Kanifing, Manjai Kunda    |                           |             |                                            | [ 3 ]              |
| Gambia Armed Forces         |      |                           |                           |             |                                            | [ 10 ]             |
| YMCA                        |      | Kanifing                  |                           |             |                                            | [ 11 ] [ 3 ] [ 5 ] |
| Sports House                |      |                           |                           |             |                                            | [ 12 ]             |

Die Tabelle erhebt keinen Anspruch auf Vollständigkeit.